# Joseph Klingler
Joseph Klingler, nemški general in vojaški veterinar, * 9. oktober 1878, † 26. december 1960.